# Мюнстер-Зармсгайм
Мюнстер-Зармсгайм (нім. Münster-Sarmsheim) — громада в Німеччині, розташована в землі Рейнланд-Пфальц. Входить до складу району Майнц-Бінген. Складова частина об'єднання громад Райн-Наге.
Площа — 6,92 км2. Населення становить 3023 ос. (станом на 31 грудня 2020).

## Галерея

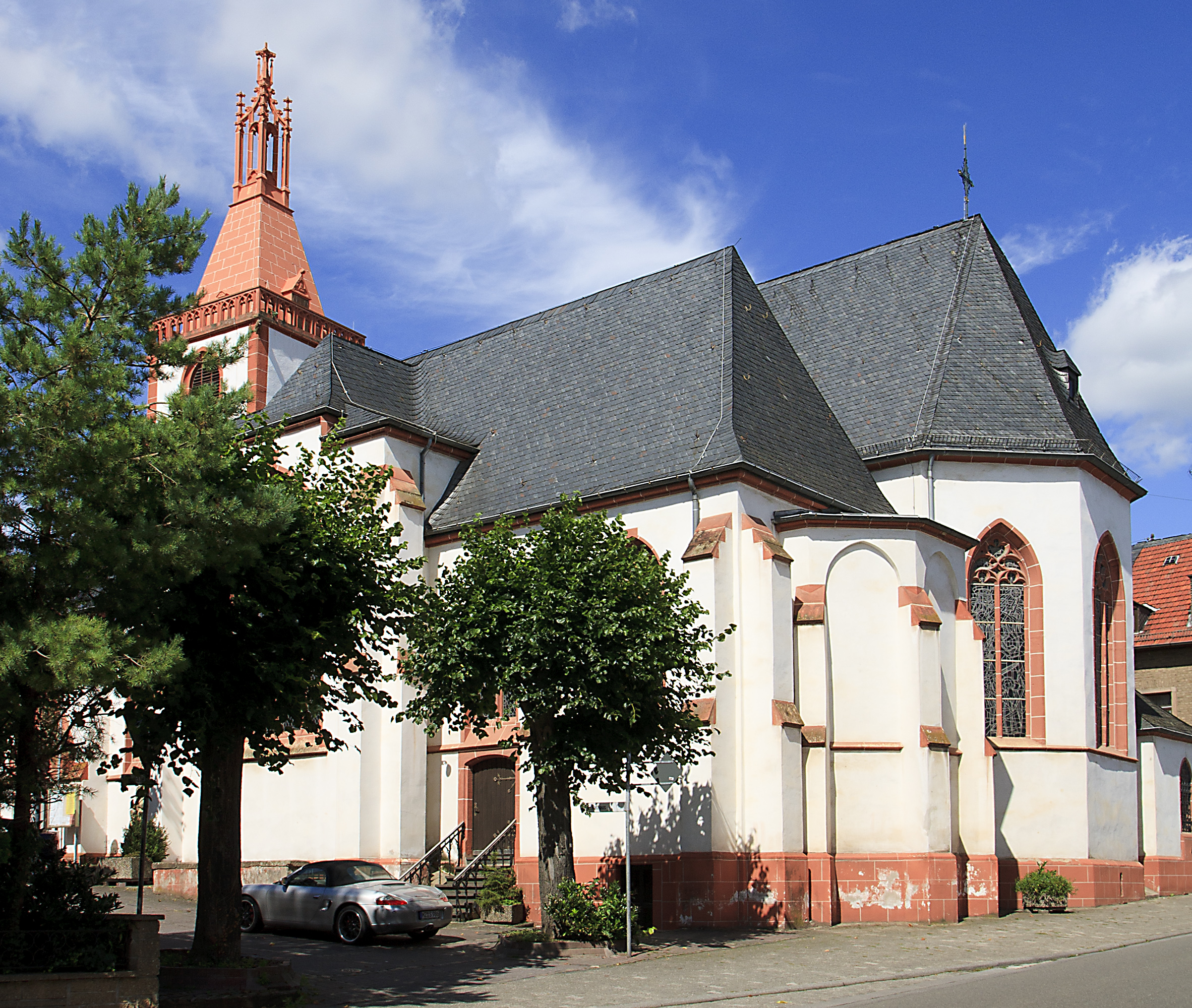
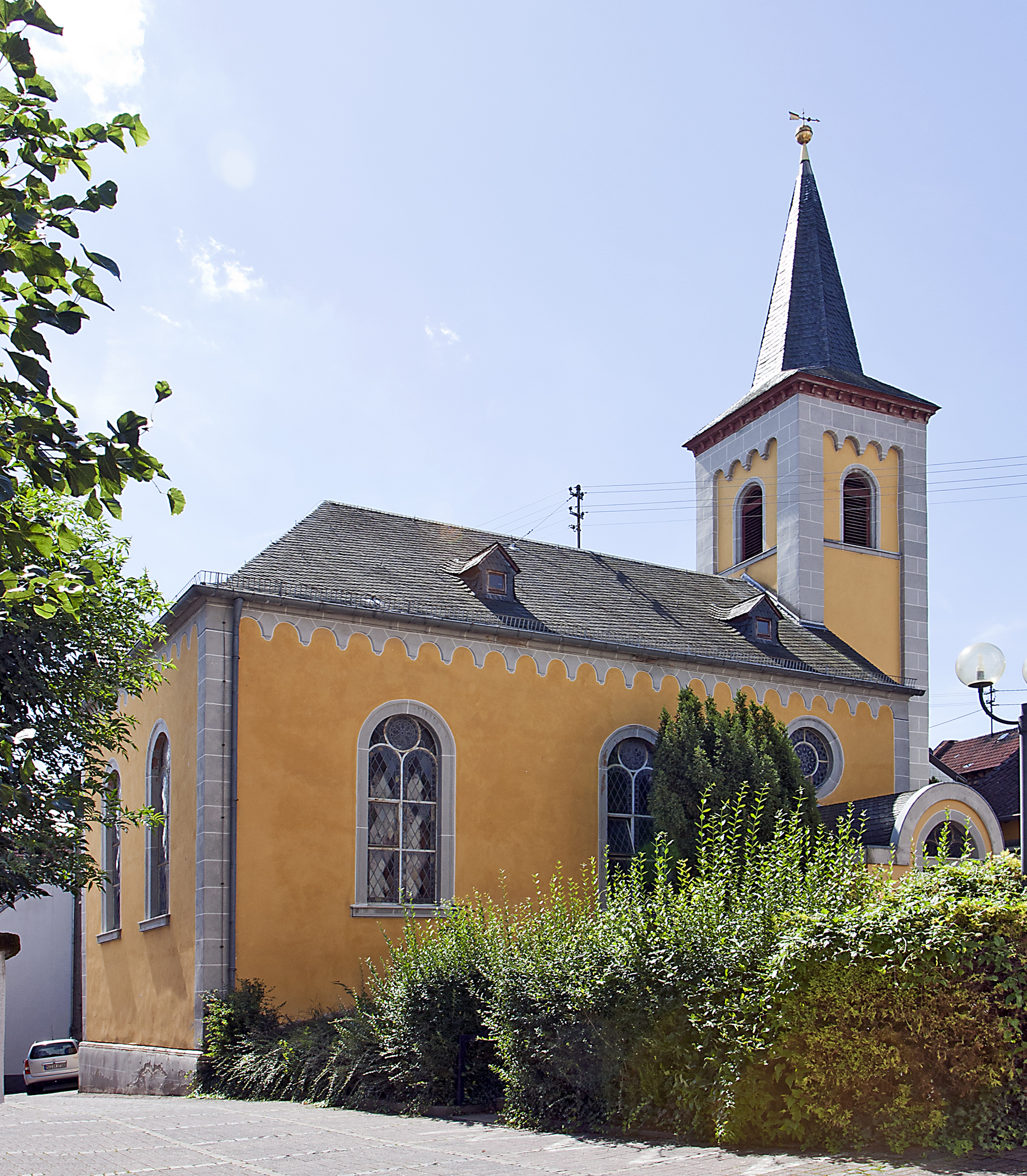